# RK Jerkovac Metković
RK Jerkovac je rukometni klub iz Metkovića osnovan 1988. godine.

## Povijest kluba

### Osnivanje kluba
Rukometni klub Jerkovac osnovan je 1988. g. i djelovao je nekih 4 godine. Zbog rata se gasi i na snagu stupa tek 1996. g. Nakon rata djeluje zajedno s RK Metković, ali se odvaja i samostalno počinje raditi. Osnovačka skupština bila je 6. prosinca 2002. g. a klub je upisan u registar udruga Republike Hrvatske 26. veljače 2003. godine. Prva imena koja su iz Jerkovca otišla među profesionalne rukometaše su Davor Dominiković i Goran Čarapina. Prva generacija debitira u Švedskoj 1998. gdje osvajaju 2. mjesto na međunarodnom turniru. Iz te generacije potiče Damir Batinović.

### Prve godine RK Jerkovca
Rukomet kao najpopularniji u gradu na Neretvi pružio je svoje korijene i na desnu stranu. Od prošlogodišnjeg blagdana sv. Nikole (2002.) djeluje RK Jerkovac, koji ima i mušku i žensku ekipu. Na osnivačkoj skupštini kluba za predsjednika imenovan je Ivo Jerković, dok je Mario Barbir izabran za tajnika. Kao treneri s muškom momčadi rade Ante Mateljak i Mario Batinović. Da bi klub mogao koristiti športske terene OŠ don Mihovila Pavlinović, osnivači su bili prisiljeni osnovati udrugu ili klub i mi smo se odlučili za klub. Uz to su smatrali da na strani grada s koje su ponikla znana metkovska rukometna imena ima dovoljno zanimanja za još jedan klub koji bi uglavnom radio s mlađim dobnim skupinama. Cilj im je obuhvatiti što veći broj mlađe populacije, uglavnom učenika OŠ don Mihovila Pavlinovića, te ih odgajati u športskom duhu, ali i sa željom da mogu odgovoriti i zahtjevima vrhunskog rukometa. 

## Poznati igrači
- Ante Mateljak - Čiča
- Mario Batinović- Baća
- Goran Čarapina
- Srećko Jerković - Jera
- Davor Dominiković
- Mario Obad
- Hrvoje Batinović - Tajso
- Goran Jerković
- Nikolina Grmoja
- Ivana Petković

## Vanjske poveznice
- Službena web stranica rukometnog kluba Jerkovac  Arhivirana inačica izvorne stranice od 24. svibnja 2018. (Wayback Machine)